# Carrillo (canton)
Pour les articles homonymes, voir Carrillo.
Carrillo est un canton (deuxième échelon administratif) costaricien de la province de Guanacaste au Costa Rica.

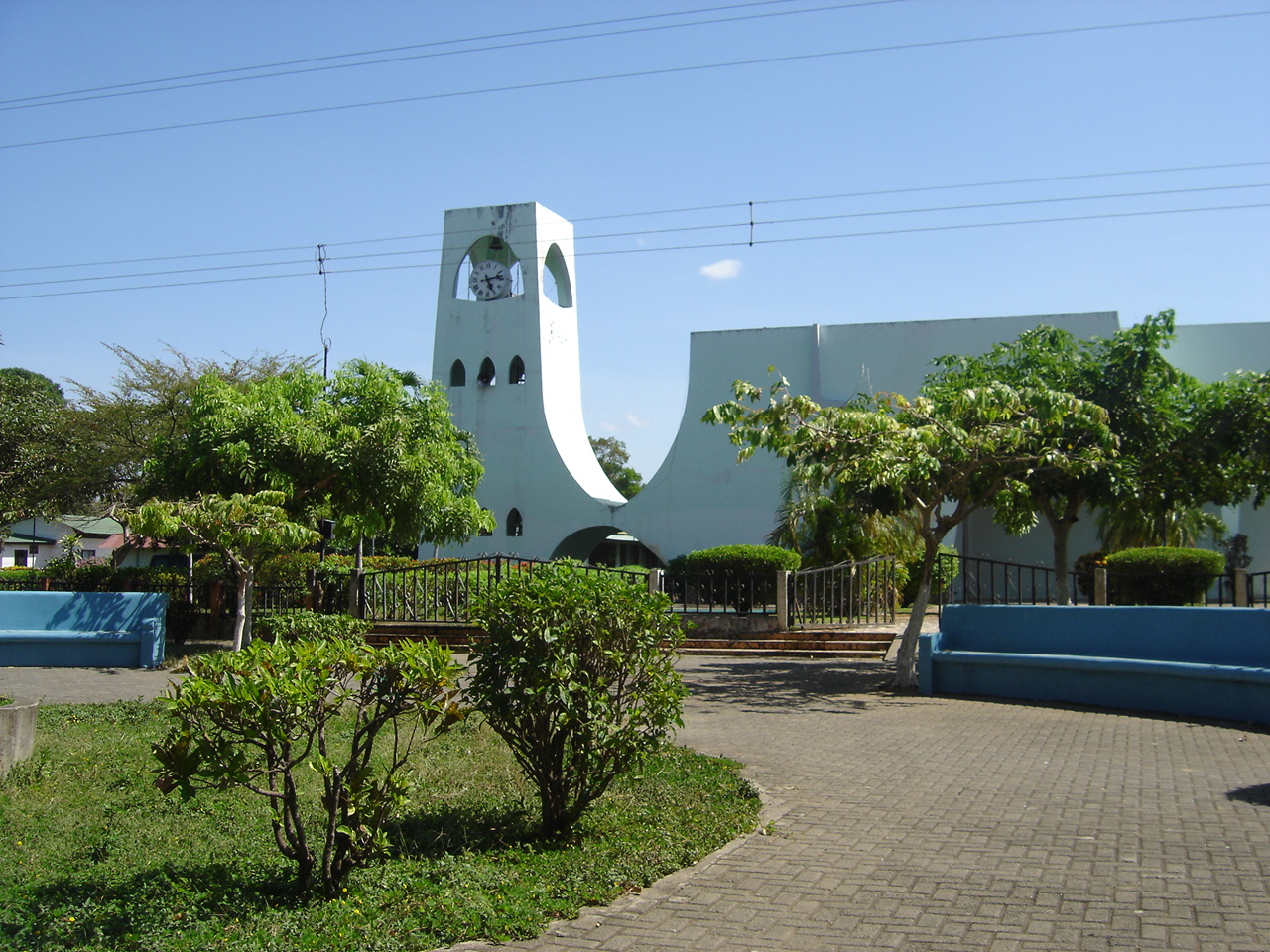
Église de Filadelfia, Carrillo